# Ernest Robert Moore

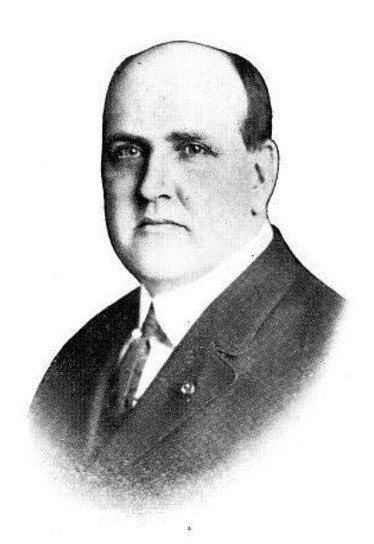
Ernest Robert Moore

Ernest Robert Moore (* 1. November 1868 in Anamosa, Jones County, Iowa; † 4. März 1957 in Cedar Rapids, Iowa) war ein US-amerikanischer Politiker. Zwischen 1917 und 1921 war er Vizegouverneur des Bundesstaates Iowa.

## Werdegang
Über die Jugend und Schulausbildung von Ernest Moore ist nichts überliefert. Später arbeitete er als Bankier. Er zog nach Cedar Rapids und nahm als Oberleutnant am Spanisch-Amerikanischen Krieg von 1898 teil. Politisch schloss er sich der Republikanischen Partei an. Für einige Zeit saß er im Repräsentantenhaus von Iowa. Im Juni 1908 war er Delegierter zur Republican National Convention in Chicago, auf der William Howard Taft als Präsidentschaftskandidat nominiert wurde.
1916 wurde Moore an der Seite von William L. Harding zum Vizegouverneur von Iowa gewählt. Dieses Amt bekleidete er zwischen 1917 und 1921. Dabei war er Stellvertreter des Gouverneurs und Vorsitzender des Staatssenats. Nach dem Ende seiner Zeit als Vizegouverneur ist er politisch nicht mehr in Erscheinung getreten. Er starb am 4. März 1957 in Cedar Rapids, wo er auch beigesetzt wurde.